# Dolenja Ravan
Dolenja Ravan este o localitate din comuna Gorenja vas - Poljane, Slovenia, cu o populație de 16 locuitori.